# Ulf Eriksson (konstnär, född 1938)
Ulf Eriksson, född 1938, är en svensk konstnär.
Eriksson studerade konst för sin far Tage Eriksson och under studieresor till ett flertal länder i Europa. Separat har han ställt ut i Stockholm och Göteborg. Hans konst består huvudsakligen av målningar från västkusten. 